# Agate Caune
Agate Caune, née le 7 août 2004, est une athlète lettonne spécialiste des courses de fond.

## Biographie
En 2023, elle remporte l'épreuve du 5 000 m des Jeux européens, à Chorzów. En juillet elle bat le record national du 3 000 m en 8 min 39 s 78, ce qui constitue le deuxième meilleur temps junior européen. Début août, elle décroche la médaille d'or du 3 000 m et du 5 000 m lors des Championnats d'Europe juniors de Jérusalem.

## Palmarès
| Date | Compétition                    | Lieu      | Résultat | Épreuve | Temps          |
| ---- | ------------------------------ | --------- | -------- | ------- | -------------- |
| 2021 | Championnats d'Europe juniors  | Tallinn   | 2e       | 5 000 m | 16 min 17 s 56 |
| 2023 | Championnats d'Europe en salle | Istanbul  | 11e      | 3 000 m | 8 min 56 s 88  |
| 2023 | Jeux européens                 | Chorzów   | 1re      | 5 000 m | 15 min 15 s 21 |
| 2023 | Championnat d'Europe juniors   | Jérusalem | 1re      | 3 000 m | 8 min 53 s 20  |
| 2023 | Championnat d'Europe juniors   | Jérusalem | 1re      | 5 000 m | 15 min 3 s 85  |

## Records
| Épreuve      | Marque             | Lieu     | Date            |
| ------------ | ------------------ | -------- | --------------- |
| 3 000 mètres | 8 min 39 s 78 (NR) | Chorzów  | 16 juillet 2023 |
| 5 000 mètres | 15 min 00 s 48     | Budapest | 23 août 2023    |